# شركة ناقل
شركة ناقل (بالانقليزية:naqel) هي شركة نقل في السعودية تم تأسيسها في عام 2005م مقرها الرئيسي في مدينه الرياض في المملكة العربية السعودية.

## التاريخ
في عام 2005م قام البريد السعودي باتخاذ مبادرة لتوسيع خدمة حمولة الشاحنة بالكامل و خدمة الطرود و القطع الصغيرة مع شركة هلا لتأسيس تحالف . و تم تأسيس شركة ناقل حيث يمتلك البريد السعودي نسبة 51% من الأسهم و شركة هلا العربية تمتلك نسبة 49% من الأسهم – حيث تم تأسيس تلك الشركة و الشراكة بموجب أمر خاص صادق عليه مجلس الوزراء السعودي.

## شاحنات كهربائية
أطلقت ناقل في نوفمبر 2023م أولى شاحنات النقل الكهربائية في المملكة بعد منحها الترخيص من قبل الهيئة العامة للنقل.
تهدف هذه المبادرة إلى الحد من آثار الانبعاثات الكربونية، وتحسين سلوك استخدام وسائل النقل، وتحويل أسطول الشركة من الشاحنات بالكامل إلى شاحنات كهربائية بشكل تدريجي حتى حلول عام 2040م.